# Primera División (1928/1929)
Primera División 1928/1929 był pierwszym, inaugurującym sezonem w lidze hiszpańskiej. Trwał on od 10 lutego 1929 do 23 czerwca 1929. W sezonie uczestniczyło dziesięć drużyn. Rozegrano osiemnaście kolejek.

## Tabela ligi

### Legenda
| Legenda do tabeli              |
| Mistrz                         |
| Zdobywca Copa del Rey          |
| Spadkowicz do Segunda División |

### Tabela po zakończeniu sezonu
| Miejsce | Klub               | Kolejka | Wygranych | Remisów | Przegranych | Gole strzelone | Gole stracone | Różnica | Punkty |
| ------- | ------------------ | ------- | --------- | ------- | ----------- | -------------- | ------------- | ------- | ------ |
| 1       | FC Barcelona       | 18      | 11        | 3       | 4           | 37             | 23            | 14      | 25     |
| 2       | Real Madryt        | 18      | 11        | 1       | 6           | 40             | 27            | 13      | 23     |
| 3       | Athletic Bilbao    | 18      | 8         | 4       | 6           | 43             | 33            | 10      | 20     |
| 4       | Real Sociedad      | 18      | 8         | 4       | 6           | 46             | 41            | 5       | 20     |
| 5       | Arenas de Getxo    | 18      | 8         | 3       | 7           | 32             | 39            | -7      | 19     |
| 6       | Atlético Madryt    | 18      | 8         | 2       | 8           | 43             | 41            | 2       | 18     |
| 7       | Espanyol Barcelona | 18      | 7         | 4       | 7           | 32             | 38            | -6      | 18     |
| 8       | CE Europa          | 18      | 6         | 4       | 8           | 45             | 49            | -4      | 16     |
| 9       | Unión de Irún      | 18      | 5         | 2       | 11          | 40             | 42            | -2      | 12     |
| 10      | Racing Santander   | 18      | 3         | 3       | 12          | 25             | 50            | -25     | 9      |

## Objaśnienie
- 1. FC Barcelona - mistrz

### Spadek doSegunda División
- Nikt nie spadł.

### Awans doPrimera División
- Nikt nie awansował.

### ZdobywcaTrofeo Pichichi
- Paco Bienzobas - Real Sociedad - 14 goli.